# Nedostatek síry u rostlin
Nedostatek síry u rostlin je  fyziologická porucha rostlin, je způsobena nedostatkem příjmu síry. Vyskytuje se v písčitých půdách, neobsahují-li dostatek sádry.
Rostliny mají relativně vysoké požadavky na síru. Nejmenšími nároky se vyznačují obiloviny, vyššími luskoviny a největšími olejniny (Cruciferae). V podmínkách ČR byla vlivem emisí dlouhou řadu let bilance síry pozitivní. 
Pokud poklesne obsah síry pod její kritickou hladinu, neprojeví se obvykle symptomy deficience přímo na rostlinách, ale klesá biosyntéza proteinů a v rostlinách se hromadí větší množství volných aminokyselin. Celkově dochází k inhibici všech metabolických procesů, ve kterých se zúčastňují sulfhydrylové nebo disulfidické, případně i další formy síry. U vikvovitých rostlin se v důsledku nedostatečného zásobení sírou sníží nebo úplně zastaví poutání vzdušného dusíku.

## Příznaky
Projevuje se celkovou chlorózou a pomalým růstem. Zvláště výrazný je nedostatek síry u jetele a cibulovin.
Typické příznaky nedostatku síry se u rostlin projevují žloutnutím listů, které na rozdíl od deficience dusíku se objevují na mladších listech a při trvalém nedostatku přechází i na další části. U cibule se nedostatek síry projevuje tuhými lámavými listy.